# صفوان بهلوان
صفوان بهلوان (1953 -) هو مغني وملحن سوري.

## حياته ونشأته
ولد صفوان بهلوان في جزيرة أرواد عام 1953. والده إبراهيم بهلوان، صانع سفن في شاطئ أرواد.
درس الموسيقى والعزف على مستوى عال، تخصص في أغاني محمد عبد الوهاب. قيد العرض الصوتي بالتدوين الموسيقي، كرّس علوم الموسيقى الغربية لخدمة الغناء العربي، وأعاد للإلقاء الغنائي أمجاده.
صفوان بهلوان متعدد المواهب الموسيقية، فهو عازف عود ماهر وملحّن أغان، مؤلف أوركسترالي.

## مشاركات
- شارك في مهرجان بيت الدين بلبنان، مهرجان قرطاج بتونس، مهرجان الموسيقى العربية بمصر وشارك في الذكرى المئوية لميلاد محمد عبد الوهاب بالمغرب.
- اشترك بمهرجان الموسيقى العربية الثامن، غنى أغاني الموسيقار محمد عبد الوهاب وظل مشاركاً بالمهرجان حتى دورته الثالثة عشرة.
- استخدم فرقة موسيقية كبيرة تضم العديد من الآلات النحاسية والخشبية النفخية.
- ألّف سيمفونية (البحار والعاصفة) والتي نفذتها أوركسترا برلين السيمفونية، وعزفت في بعض العواصم الأوروبية، كباريس وبرلين وفيينا وكذلك في دار الأوبرا بالقاهرة وأدرج في البرنامج الشتوي الدائم للأوركسترا برلين.
- قدّم قصيدة (صدفة) لللشاعر مصطفى عثمان في دار الأوبرا في القاهرة، وعزفتها فرقة عبد الحليم نويره، بقيادة المايسترو (صلاح غوباشي).
- في عام 2007 شارك في مهرجان المدينة في تونس.
- في عام 2009 افتتح مؤتمر مهرجان الموسيقا العربية الذي يقام سنوياً بالقاهرة وتم تكريمه من قبل وزارة الثقافة المصرية ودار الاوبرا.

## جوائز
نال عدة جوائز منها:
- منحته سوريا وسام سيف دمشق.
- منحته تونس لقب أفضل صوت عربي.
- مُنح مفتاح الإسكندرية الذهبي بمهرجان الأغنية لدول البحر المتوسط.
- كرّم في مدينة اليمن.
- كرم في مهرجان القاهرة للأغنية العربية.
- تم تكريمه من قبل وزارة الثقافة المصرية ودار الاوبرا ضمن مهرجان الموسيقا العربية بالقاهرة عام 2009.

## أعماله
- غنى قصيدتين للقبطان الصديق مصطفى هما (صدفة) و (أرواد ياحلم الهوى وغواية الأرواح).
- لحّن عددا من القصائد:
- ملحمة (جبهة المجد) للشاعر العراقي الكبير محمد مهدي الجواهري وغناء الفنانة ميادة الحناوي.
- «يا شام».
- ملحمة آذان إبراهيم.
- قصيدة (منك الضياع) مع تقاسيم من مقام نهاوند كلمات محمد موصللي وألحان صفوان بهلوان.
- «نبع الصفا».
- «ياشام» لسعيد العتيبة.
- قصيدة «زهرة الصبار» - من كلمات مظفر النواب.
- ملحمة (لنا الأرض) التي غنتها المطربة السورية الكبيرة (ربا الجمال) مع أوركسترا القاهرة السيمفوني.

## مواقف
يعبر الفنان صفوان بهلوان عن حزنه الشديد لما يحدث لبلده سوريا. وغالبا ما يبدأ حفلاته بدقيقة صمت حدادا على أرواح الشهداء ويلقي كلمة عن الأحداث.